# Horrheim

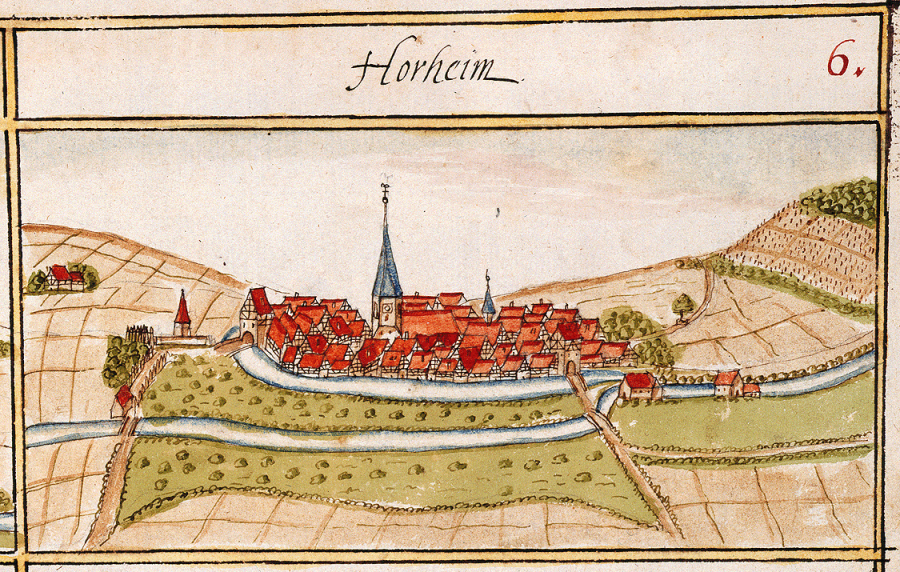
Horrheim 1684 (Andreas Kieser)

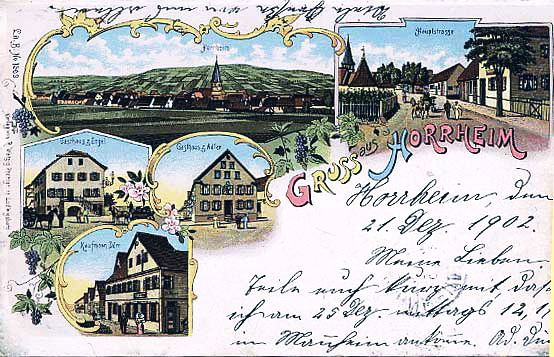
Horrheim um 1902

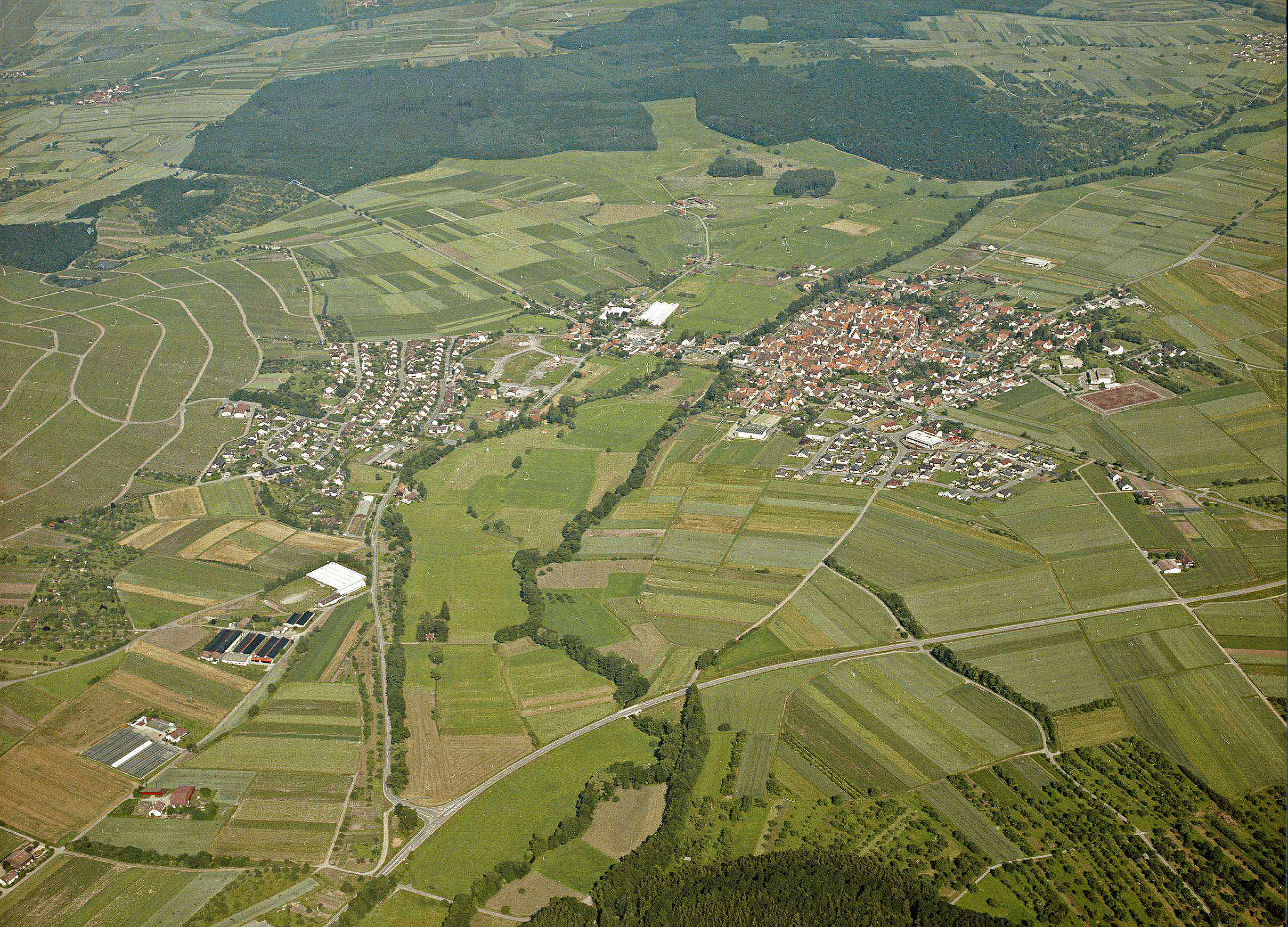
Luftbild von 1984

Horrheim ist ein Weinbauort im Landkreis Ludwigsburg am Stromberg. Er gehört zur Stadt Vaihingen an der Enz und liegt im Tal der Metter zwischen den Bergspornen von Eselsberg und Baiselsberg.

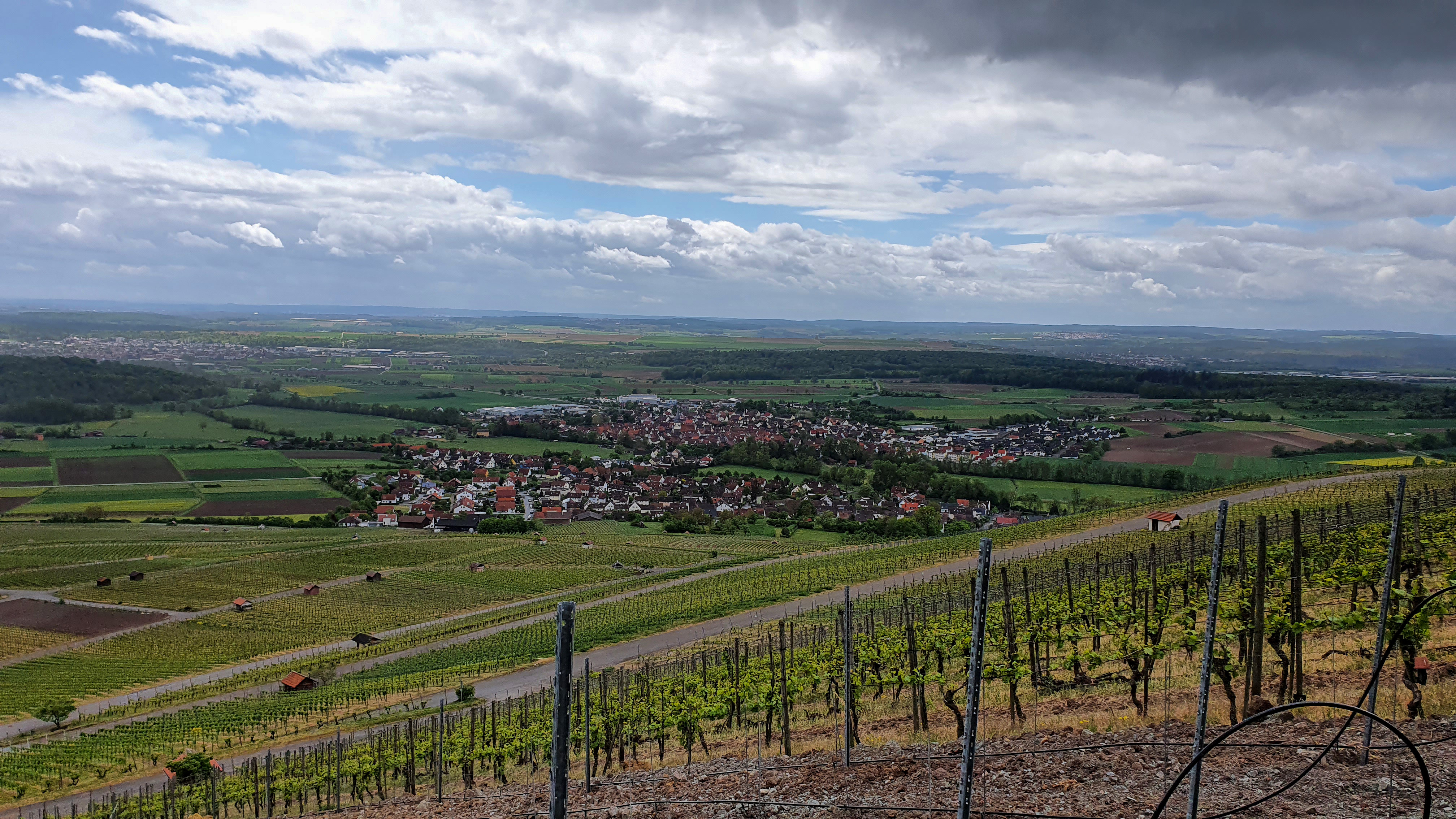
Horrheim von Norden

## Geschichte
Die erste urkundliche Erwähnung des Ortes Horrheim im Schenkungsbuch des Klosters Lorsch stammt von 771 n. Chr. Ausgrabungsfunde im Mettertal bei Horrheim weisen jedoch auf mittelsteinzeitliche Lagerstätten (rund 10.000 v. Chr.), auf Ansiedlungen der jungsteinzeitlichen Bandkeramiker (um 4.500 v. Chr.) und der Urnenfelderleute der Spätbronzezeit (1.200–800 v. Chr.) sowie auf römische Niederlassungen und auf eine alemannisch-fränkische Vorgeschichte hin.
Im 12. und 13. Jahrhundert wird mit den „Herren von Horrheim“ ein Ortsadel in Horrheim erwähnt, später zählte Horrheim mit Hohenhaslach weitgehend zum Besitz des edelfreien Belrein von Eselsberg, den die Grafen von Vaihingen erbten und der nach 1364 mit Burg Eselsberg zum Haus Württemberg kam. Anlässlich jenes Besitzerwechsels sowie in weiteren Urkunden des 14. und 15. Jahrhunderts wird Horrheim als Stadt bezeichnet, doch ist von der Verleihung eines Stadtrechts nichts bekannt, so dass die Bezeichnung Stadt wohl nur auf den wehrhaften Charakter des Ortes zurückgeht. Noch heute sind Reste der ehemaligen Befestigungsanlage vorhanden (Ummauerung, Wallgraben, Rundturm, „Zollhäusle“). Innerhalb Württembergs war Horrheim dem Oberamt Vaihingen zugeordnet. Am 1. März 1972 wurde Horrheim in die Stadt Vaihingen an der Enz im Rahmen der damaligen Gebietsreform eingemeindet.
Die Horrheimer werden im Regionaljargon gerne als „Misthäufles-Türken“ bezeichnet. Ursprung ist eine Sage, laut derer zur Zeit der Belagerung von Wien durch die Türken in einer kalten Nacht ein Horrheimer Mauerwächter den Dampf der zur Düngung ausgestreuten Misthaufen für den Rauch der Lagerfeuer einer feindlichen Armee hielt und deshalb den Ort zu den Waffen rief. Erst im Morgengrauen wurde klar, dass die „türkischen Feuer“ nichts als Dunghaufen waren. Als Reaktion darauf nannten die Horrheimer ihren Wein „Türkenblut“, ab 1971 wurde dieser Wein dann aber mit der korrekten Lagenbezeichnung in „Klosterberg“ umbenannt.
Fundamente des Augustiner-Nonnenpriorats zur Heiligen Dreifaltigkeit, das nach der Reformation geräumt und dem Verfall preisgegeben worden war, wurden freigelegt und können am Baiselsberg besichtigt werden. Bei den Grabungen wurden eine große Menge Gebrauchskeramik gefunden, aber auch Fragmente von Glasgefäßen, metallene Gegenstände wie Sicheln, Rebmesser, Meisel, Hacken oder Nägel. Der Baiselsberg, an dessen Fuß Horrheim liegt, ist der höchste Punkt des Stromberg-Gebiets und soll zu frühgeschichtlicher Zeit als heidnischer Opferplatz gedient haben.

## Politik

### Wappen und Flagge
Das Horrheimer Wappen zeigt in Silber oben eine liegende schwarze württembergische Hirschstange, an der ein mit dem Mundstück linksgewendetes rotes Hifthorn mit goldenem Beschlag an roter Fessel hängt. Die Wappenfiguren sind bereits in Siegeln des 15. Jahrhunderts belegt. Am 10. August 1957 wurde Horrheim außerdem eine Flagge in den Farben Rot-Weiß verliehen.

### Partnerschaftliche Verbindung
Seit längerer Zeit bestehen zwischen dem Ortsteil Horheim, Wutöschingen, und dem Stadtteil Horrheim partnerschaftliche Verbindungen. Eingeleitet wurden die Kontakte des damaligen Ortschaftsrates mit Kurt Büche aus Horheim und Klaus Bramm aus Horrheim.

## Kultur und Sehenswürdigkeiten

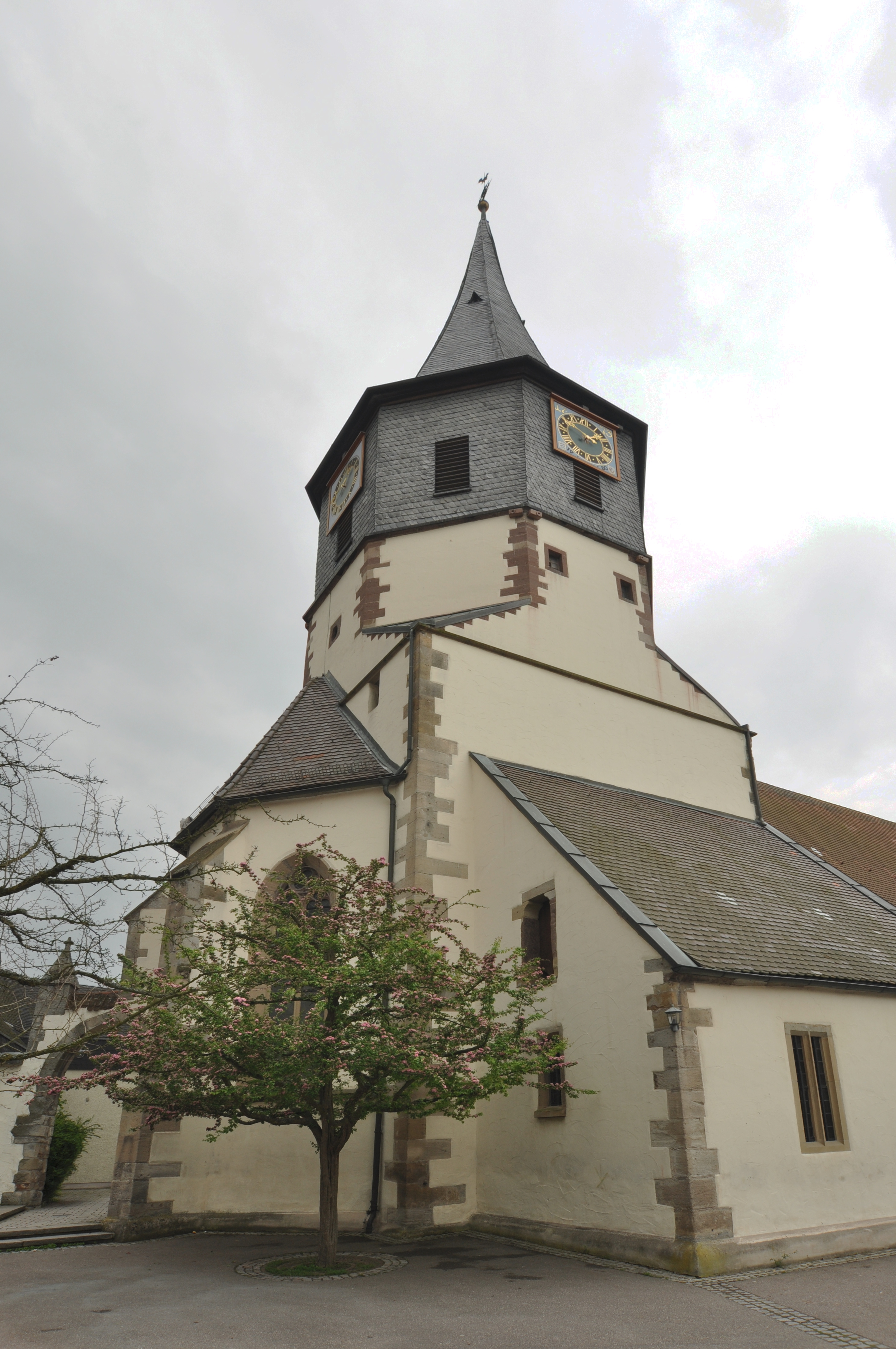
Clemenskirche

### Pfarrkirche St. Clemens
Eine erste einfache Kirche gab es wohl schon im 8. oder 9. Jahrhundert. Vermutlich hat man sie schon in fränkischer Zeit nach dem Heiligen Clemens, einem der ersten Päpste, benannt. Sie wurde um 1250 ersetzt durch eine Chorturmkirche mit einem niedrigen Turm, der ein Kreuzgewölbe, eine Grundfläche von etwa 6 m × 6 m und ein kurzes Schiff besaß. Diese bildet auch den Grundbestand des heutigen Kirchengebäudes. Noch im 13. oder 14. Jahrhundert entstand an der Nordaußenseite an der Stelle der heutigen Sakristei ein Beinhaus, darauf eine Johanneskapelle, weitere Kapellen folgten. Um 1325 erfolgte eine kunstvolle Bemalung der vier Chor-Innenseiten mit halbkreisförmigen biblischen Motiven. Davon sind nur noch die 1972 freigelegte und restaurierte Darstellung der Krönung Marias durch Christus auf der Nordseite der Orgelempore und ein Detail des Weltgerichts an der Südseite sowie spätere Ergänzungen mit einer Prophetengestalt und einem Weihnachtsmotiv erhalten. Um 1435 gab es eine auffällige Erweiterung des Kirchenschiffes nach Westen und Süden, was ihm die heutige asymmetrische Gestaltung gab. Um 1460 erfolgte die Erweiterung des Chores nach Osten mit einem dreiseitigen Abschluss und dem heutigen Kreuzrippengewölbe sowie dem Einbau der Chorfenster. Im 16. Jahrhundert nach der Reformation hat man die Nebenaltäre in der Kirche und die Außenkapellen entfernt und einheitliche Innenausstattung im Stil einer evangelischen Predigerkirche geschaffen. Das 17. Jahrhundert brachte unter Leitung von Friedrich Vischlin und unter anfänglicher Mitwirkung der herzoglich-württembergischen Baumeisters Heinrich Schickhardt eine Erhöhung des bisherigen quadratischen Turmstumpfes; ein achteckiger Aufsatz bildet bis heute den Übergang zur Turmspitze. Neben vielen Renovierungen erfolgte 1962 eine einschneidende Umgestaltung im Inneren mit der Entfernung der Nordempore, Erhöhung der Decke, Freilegung des Chorbogens und einer Versetzung der Kanzel. Bis zur Reformation gehörte die Horrheimer Pfarrei zum Landkapitel Vaihingen im Archidiakonat Trinitatis der Diözese Speyer, seitdem zum Kirchenbezirk Vaihingen an der Enz. Neben der Darstellung der Marienkrönung sind besonders sehenswert zwei im 15. Jahrhundert entstandene Grabdenkmäler des Georg von Wihingen und seiner Frau, ein überdimensionales Kruzifix sowie der Renaissance-Taufstein und -altar von 1599, die Tür vom Chor zur Sakristei mit außergewöhnlichen schmiedeeisernen Beschlägen und einem spätgotischen Gewände, das 1768 entstandene vergoldete Orgelprospekt und 13 wohl vom Anfang des 19. Jahrhunderts stammende Bildtafeln an der Brüstung der Orgelempore mit Darstellungen von Christus und seinen Aposteln. Zum vierteiligen Geläut gehört die 1513 vom Heilbronner Gießer Lachaman geschaffene Betglocke.

### Gebäude im Ort

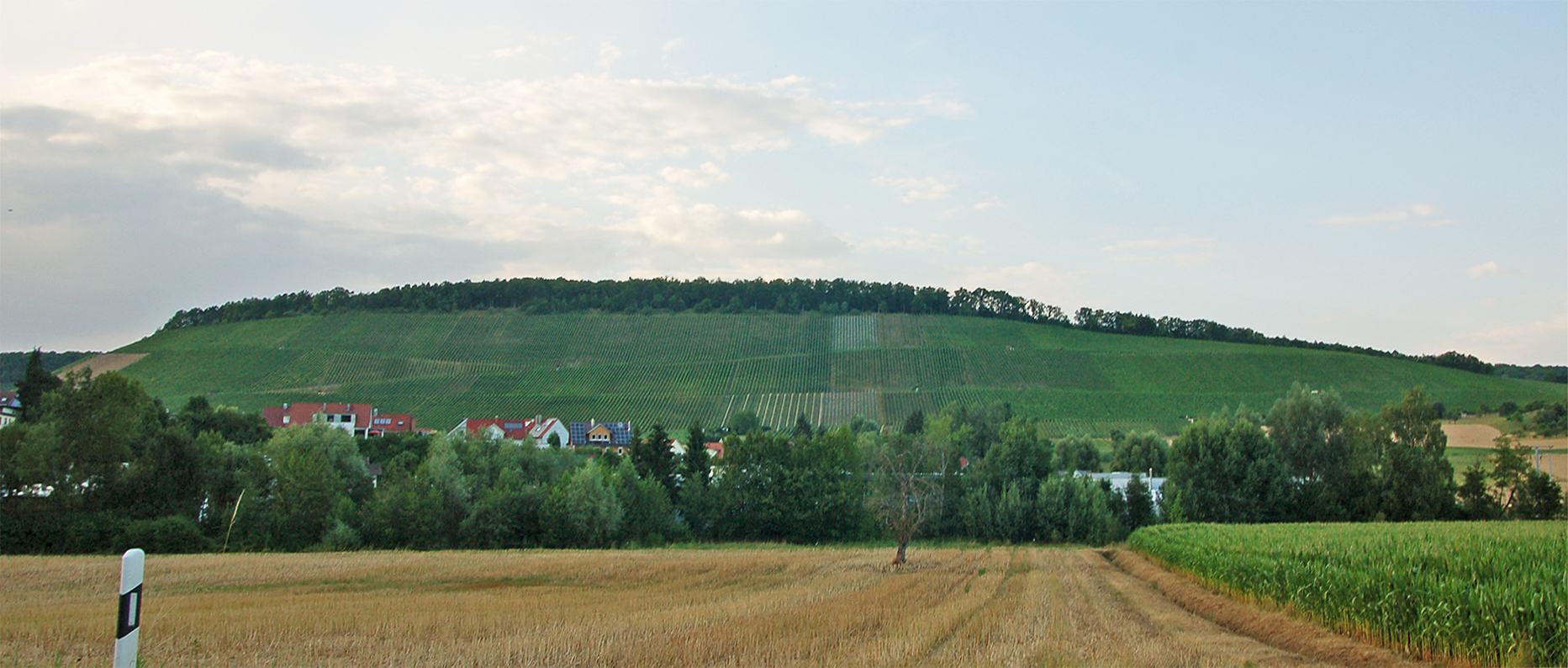
Weinberge an der Südabdachung des Baiselsbergs

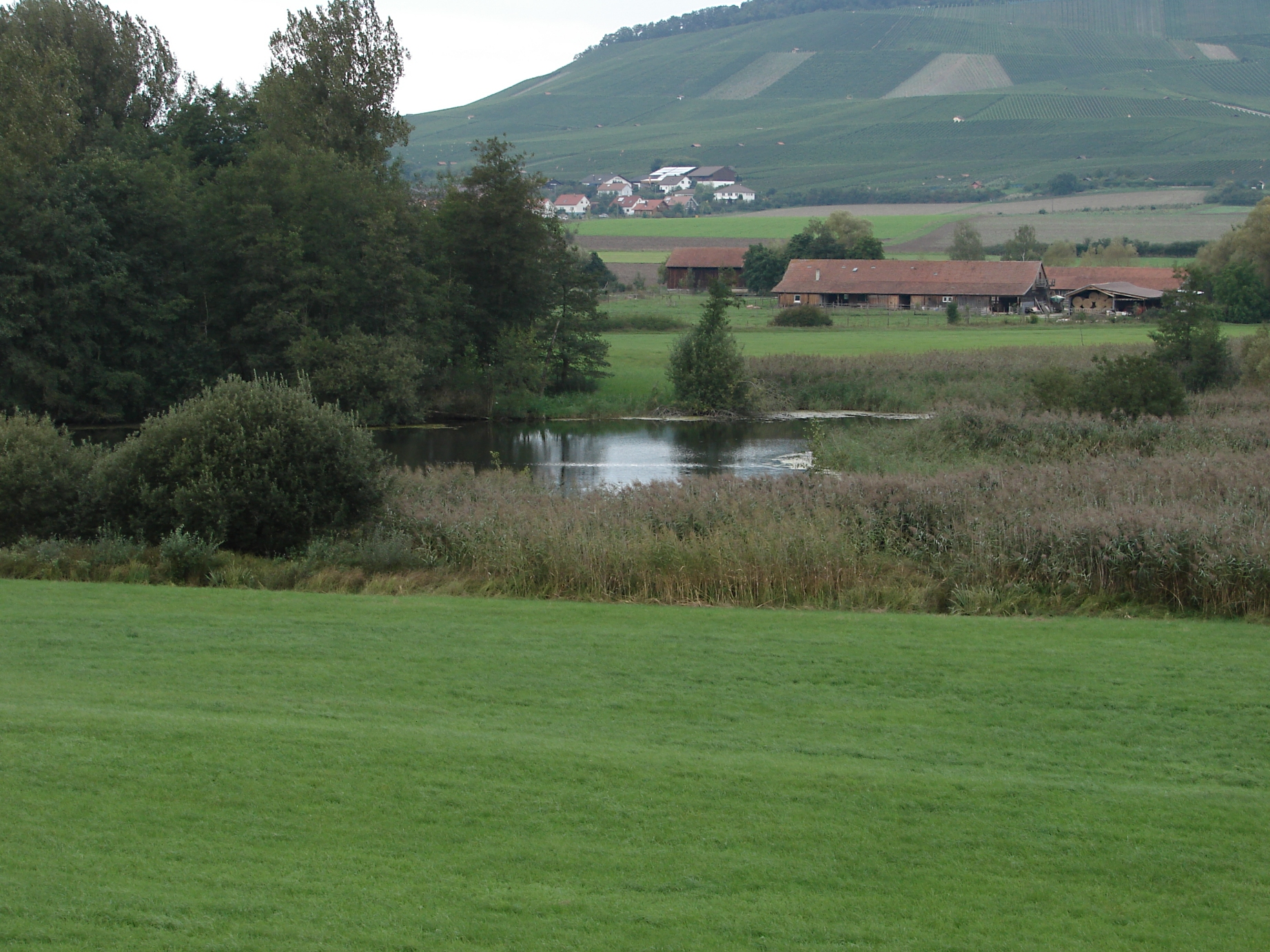
Naturschutzgebiet Unterer See und Umgebung

- Das Rathaus ist ein dreistöckiger Fachwerkbau aus dem 16. Jahrhundert. Im Erdgeschoss ist das kleine Museum zur Klosterruine Baiselsberg untergebracht.
- Die breite Kelter von 1788 beherbergt heute das Weinmuseum. Der gewaltige Kelterbaum im Inneren ist zehneinhalb Meter lang und einen Meter stark; mit seinem Sandsteingewicht beschwert konnte er einen Druck von fünfzig Tonnen erzeugen.
- Das Gebäude in der Unteren Kirchgasse 2 besitzt ein Renaissance-Sockelgeschoss mit einer sehenswerten Türumrahmung, circa aus dem Jahr 1620. Die Fachwerkgeschosse darüber stammen aus dem 18. Jahrhundert.
- Das Fachwerkgebäude Alte Schulstraße 16 stammt aus dem 17. Jahrhundert. Es diente als Quartier der württembergischen Herzöge, wenn sie zur Jagd in die Gegend kamen.
- Das Fachwerkhaus Klosterbergstraße 36, ein Wohnstallhaus mit Krüppelwalmdach, wurde circa 1540 erbaut.
- Ebenfalls in der Klosterbergstraße befindet sich das ehemalige Gasthaus Zum Ochsen.
- Das Untere Backhaus von 1837 ist aus behauenen Steinen gesetzt und besitzt einen Fachwerkgiebel.
- Das Obere Backhaus von 1844 ist ein verputzter Bau mit drei Blendarkaden auf der Giebelseite.
- Das Gebäude Mühltorstraße 5 zeigt über der verzierten Tür einen Ochsenkopf und die Jahreszahl 1713.
- Am Fachwerkhaus Mühltorstraße 7 finden sich Reste der Stadtmauer sowie an der Südwestecke ein aus Bruchsteinen gemauerter Rundturm mit Schießscharten und achtflächigem Dach.
- Das ehemalige Zollhaus in der Mühltorstraße 17 zeigt an der Giebelseite ein aus dem Mühltor stammendes Württembergisches Landeswappen von 1426.
- Im Friedhof östlich des mittelalterlichen Stadtgebietes steht, in die Mauer einbezogen, ein Häuschen von ca. 1700 mit hohem spitzem Dach.

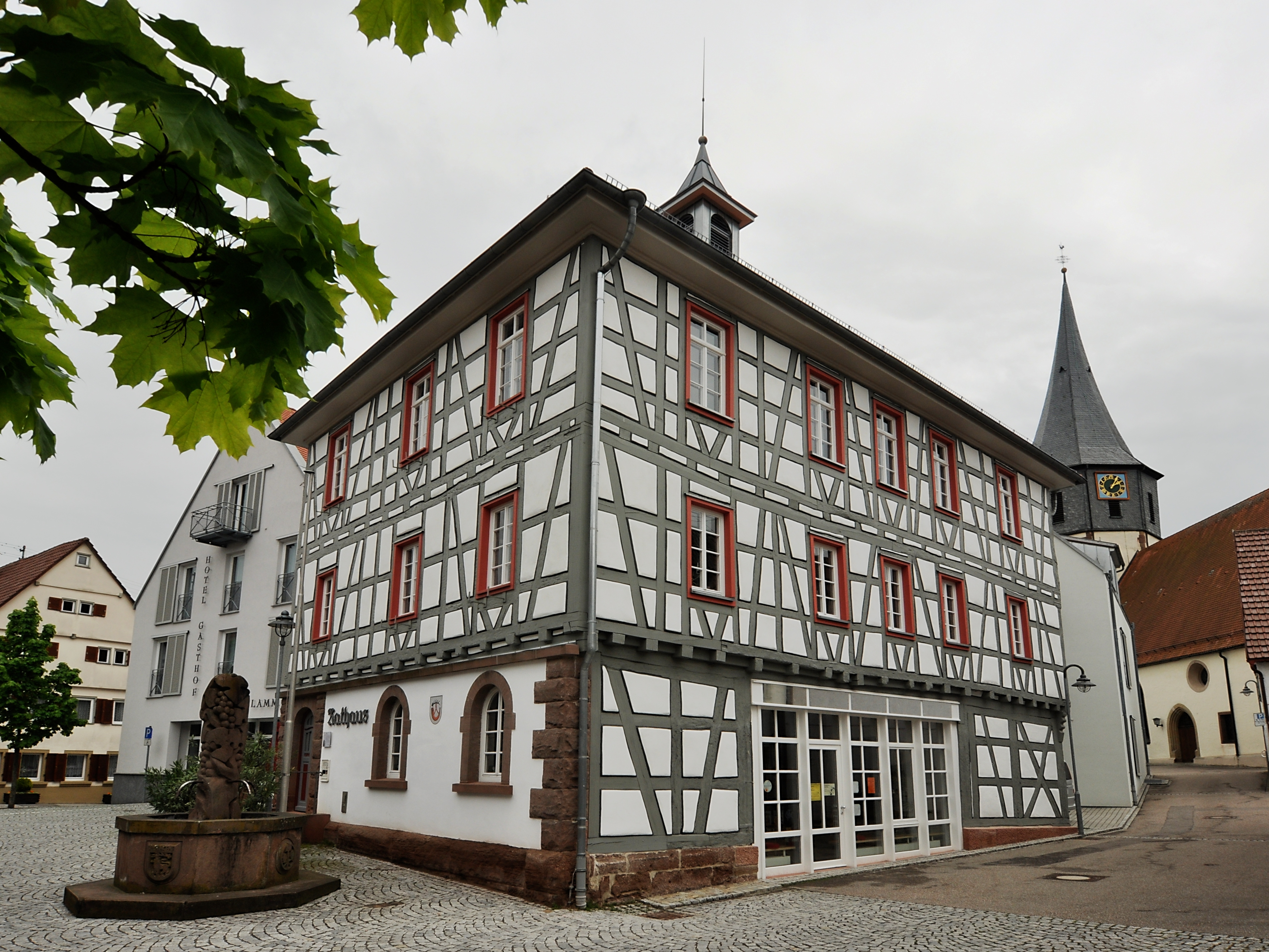
Rathaus
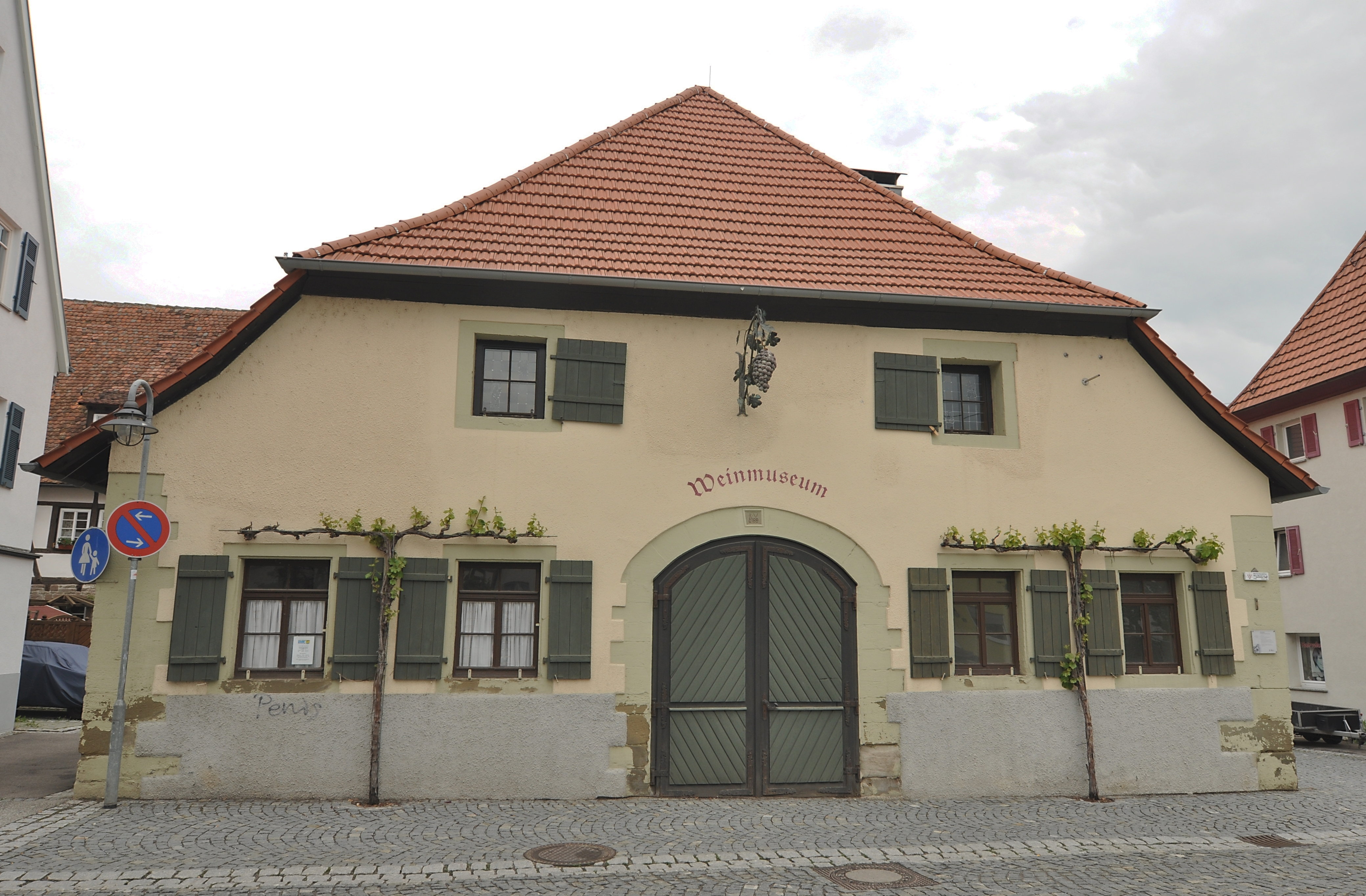
Kelter
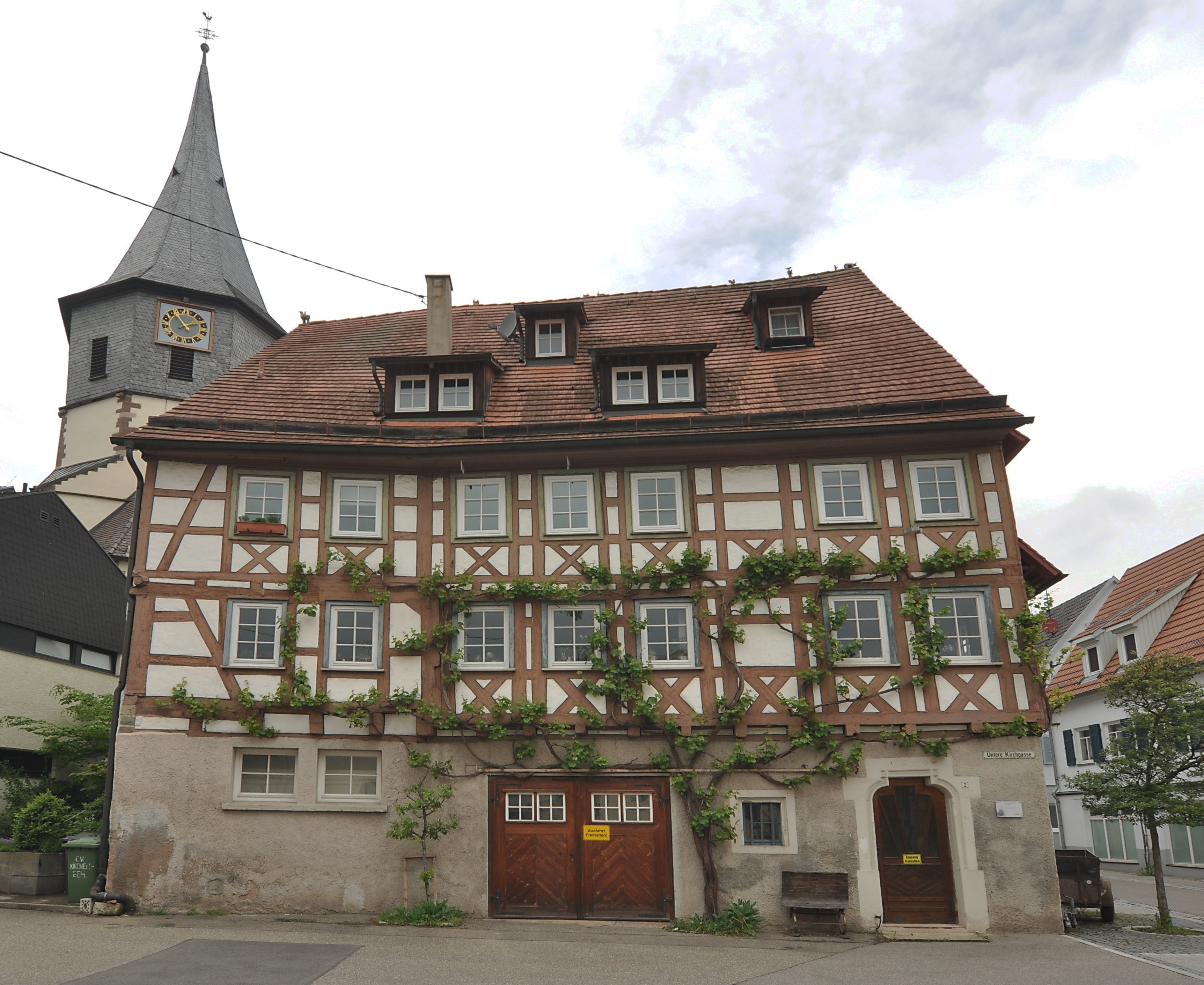
Untere Kirchgasse 2

### Museen
Das Andere Museum der 50er und 60er Jahre stellt alte Autos aus.

### Baiselsberg
Der Baiselsberg nördlich des Ortes ist die höchste Erhebung des Stromberges. Die Weinlagen reichen bis über 350 m Höhe hinauf. In den Lagen darüber ist der Berg mit dichtem Mischwald bedeckt. Auf seiner Südostseite liegt die Klosterruine Baiselsberg. Von den Wegen am Waldrand hat man einen Panoramablick weit über das gesamte Ludwigsburger Unterland bis hin zur Schwäbischen Alb. In den Weinbergwegen ist ein Weinberg-Lehrpfad mit rund hundert verschiedenen Rebsorten eingerichtet.

### Unterer See
Unmittelbar östlich des Ortes befindet sich das 1989 ausgewiesene und 61,5 ha große Naturschutzgebiet Unterer See und Umgebung. Nordwestlich des Ortes befinden sich die zwei kleinen Seewaldseen, die der Naherholung dienen.